# ماكسيميليان هيرمان
ماكسيميليان هيرمان (بالألمانية: Maximilian Hermann) مواليد 10 ديسمبر 1991 في لينتس، هو لاعب كرة يد نمساوي يلعب كظهير أيمن. يلعب حاليا مع نادي برقيشر لكرة اليد. مثل منتخب النمسا لكرة اليد.

## سجل المنافسة
شارك في البطولات التالية:
- بطولة العالم لكرة اليد للرجال 2015
- بطولة أوروبا لكرة اليد للرجال 2014

## روابط خارجية
- ماكسيميليان هيرمان على موقع الاتحاد الأوروبي لكرة اليد (الإنجليزية)